# Polygonum thymifolium
Polygonum thymifolium är en slideväxtart som beskrevs av Jaub. & Sp.. Polygonum thymifolium ingår i släktet trampörter, och familjen slideväxter. Inga underarter finns listade i Catalogue of Life.